# Бочкі-Парцеля
Бочкі-Парцеля (пол. Boczki-Parcela) — село в Польщі, у гміні Шадек Здунськовольського повіту Лодзинського воєводства.
У 1975-1998 роках село належало до Серадзького воєводства.